# Caso Saga
El Caso Saga fue una investigación sobre una trama delictiva presuntamente desarrollada en la Sociedad General de Autores y Editores (SGAE). Comenzó en España el 1 de julio de 2011, cuando la Guardia Civil detuvo a Teddy Bautista (presidente de la SGAE) y a José Neri (director de la Sociedad Digital de Autores y Editores, sDae) junto a otros 7 miembros de la SGAE por el presunto desvío de fondos a empresas privadas pertenecientes a miembros de la Junta Directiva. En 2021 el juicio se cerró con su absolución.
Las investigaciones comenzaron en 2010, a raíz de una denuncia, basada en noticias aparecidas en la prensa, que fue elaborada en noviembre de 2007 por la letrada Ofelia Tejerina para la Asociación de Internautas, e interpuesta ante la Fiscalía Anticorrupción, junto con otras tres asociaciones, la Asociación de Usuarios en Internet, la Asociación Española de Pequeñas y Medianas Empresas de Informática y Nuevas Tecnologías (APEMIT) y la Asociación Española de Hosteleros Víctimas del Canon (VACHE). Baltasar Garzón, entonces juez titular del Juzgado de Instrucción número 5 de la Audiencia Nacional, empezó la investigación. Tras la suspensión cautelar de Garzón en sus funciones como magistrado, tomó el relevo el juez Pablo Ruz.
Una vez iniciadas las diligencias judiciales de la investigación, se interpusieron otras dos denuncias: una interpuesta en julio de 2010 y otra en febrero de 2011

## Registros y detenciones
El 29 de junio de 2011 se filtró por la prensa que la Audiencia Nacional de España estaba investigando a la SGAE por desviación de fondos.
El 1 de julio de 2011, un día después de las elecciones de la nueva Junta Directiva de la Sociedad General de Autores y Editores, la Guardia Civil procedió a registrar el Palacio de Longoria, la sede de la SGAE en Madrid, domicilios y empresas que se sospechaba estaban relacionadas en una trama societaria que habría desviado unos 400 millones de euros.
La Guardia Civil detuvo a la cúpula de la SGAE, formada por Teddy Bautista, entonces presidente, junto a otros 8 miembros de la SGAE, y la puso a disposición judicial:
- Enrique Loras, director general de la SGAE desde 1990 y consejero de la SDAE.
- Ricardo Azcoaga, director económico y financiero y miembro de la junta directiva de la SGAE.
- José Luis Rodríguez Neri, director general de la SDAE, director de Microgénesis hasta el año 2000.
- Elena Vázquez (cuñada de Neri), principal accionista de Microgénesis.
- Celedonio Martín, director financiero de Microgénesis.
- María Antonia García Pombo (esposa de José Luis Rodríguez Neri), sucede a Neri en la directiva de Microgénesis en el 2000.
- Eva García Pombo (hermana de María Antonia y cuñada de Neri), apoderada y exconsejera delegada de Microgénesis.
- Rafael Ramos, socio director y administrador único Microgénesis.
- Jerónimo Macanás, CEO de Microgénesis Media.

La Audiencia Nacional además, autorizó el embargo y bloqueo de varias cuentas de responsables de la SGAE.
Posiblemente se eligió este día para no interferir en las elecciones y porque según intervenciones telefónicas, Neri convenció a la cúpula de la SGAE para disolver la SDAE sin informar públicamente y así garantizar un buen resultado a la candidatura que saliera ganadora. Posteriores grabaciones revelan también que Neri trató de beneficiar a Teddy Bautista en su candidatura para el 30 de junio y habría dificultado la labor de la candidatura alternativa al impedir a sus miembros el acceso al censo de avales. El juez le acusa de haber amañado las elecciones.

## Hechos posteriores
El 3 de julio, cinco de los nueve detenidos (la cúpula de la SGAE, Elena y Celedonio) fueron puestos en libertad con cargos y sin fianza. A todos ellos se les retiró el pasaporte y se les prohibió salir del país como medidas cautelares. Se les imputaron dos delitos, de apropiación indebida y de administración fraudulenta, que juntos podrían llegar a tener una pena de hasta 10 años. A Bautista además se le imputó un delito societario y a Elena el delito de alzamiento de bienes, penado hasta con 4 años de prisión.
El 4 de julio declararon los cuatro detenidos restantes. A José Neri y Rafael Ramos se le imputaron los delitos de apropiación indebida y de administración fraudulenta y fueron enviados a prisión bajo fianza de 300.000 y 150.000 euros respectivamente. A Neri se le consideró el máximo responsable de la trama delictiva.
Este mismo día, Alemania comenzó a investigar a la Federación Internacional de la Industria Fonográfica (IFPI), acusada de evasión de impuestos.
El 5 de julio, el Gobierno español anunció la posibilidad de anular el canon digital que desde siempre había recaudado la SGAE en concepto de compensación a los autores por supuestas pérdidas.
Por la mañana, la SGAE convocó a los medios para una rueda de prensa, pero al haberse publicado el auto y no haberlo podido analizar todavía, decidió suspenderla en el último momento, cuando ya estaban allí los periodistas. Miembros de la Junta Directiva indicaron a Bautista que no podía seguir representando a la entidad y éste aceptó dejar su cargo como presidente de la SGAE aunque finalmente no lo hace.
El 12 de julio, mediante una proposición no de ley del Partido Popular, finalmente se decide en el Congreso suprimir el canon digital. Teddy Bautista renuncia como presidente de la SGAE.
El 20 de julio, Rafael Ramos salió de la cárcel tras pagar la fianza de 150.000€.
El 3 de agosto, Neri salió de la cárcel tras abonar la fianza de 300.000€. Fue el último de los imputados en salir.
El día 7 de octubre, la Guardia Civil detuvo a Pedro Farré (exjefe del gabinete de Teddy Bautista) por un presunto uso fraudulento de su tarjeta corporativa. Según fuentes de la investigación, Farré utilizó la tarjeta corporativa de la SGAE para contratar prostitutas de lujo. Fue puesto en libertad tras ser interrogado, en espera de comparecer ante el Juez. Fuentes de la SGAE desvincularon este arresto de la Operación Saga.

## Primeras reacciones

### Demandantes
Víctor Domingo, presidente de la Asociación de Internautas mostraba su alegría ante los hechos y 2 días más tarde pedía la dimisión de la ministra de Cultura por considerarla "juez y parte".

"No nos alegra que haya gente que lo esté pasando mal, pero también es cierto que nosotros lo hemos pasado fatal desde 2003; hemos sido objeto de una campaña de difamaciones que ha llegado hasta lo personal: nos han llamado ladrones, piratas, perroflautas..."
Víctor Domingo

### Internet
La SGAE junto al canon digital han sido siempre temas muy polémicos en Internet. Al darse a conocer la noticia, los internautas celebraron como una victoria la detención de la cúpula de la SGAE en foros, redes sociales y Twitter entre otros medios. Algunos incluso se desplazaron a la puerta de la sede de la SGAE en Madrid para celebrarlo con una botella de champán.
A la puerta de la sede de la SGAE en Madrid también acudieron simpatizantes de Anonymous y del movimiento 15M que gritaron lemas contra la corrupción.

### Artistas
Las reacciones en los artistas asociados a la SGAE fueron variadas.
Por una parte, algunos cantantes como Alejandro Sanz, Andrés Calamaro, Jaume Sisa y Víctor Manuel salen a la defensa de Teddy Bautista y de la SGAE.

"[...] esto está muy preparado y algún objetivo tendrá que la SGAE desconoce. Ha habido unas elecciones impecables. Hablamos de una denuncia que el juez recibió hace cuatro años y desestimó. Y ahora Anticorrupción ha hecho caso a esos papeles. Se están diciendo barbaridades, aparte de que hay que ser muy gilipollas para decir que han desaparecido 400 millones de euros, eso es no saber cómo funcionan las cosas".
Víctor Manuel

"Creo en la honestidad de Teddy y su equipo, además no sé si la gente sabe que la SGAE está sometida constantemente a controles de cuentas y se rinde toda esta información periódicamente a la junta [...] Detrás de todo esto hay intereses poderosísimos, enemigos de la SGAE y del derecho de autor"
Jaume Sisa

Otros se mostraron críticos con la SGAE:
- El músico y antiguo miembro de la Junta Directiva de la SGAE, Ramoncín, tras conocer el último auto del juez exige que se convoquen unas nuevas elecciones, esta vez tuteladas por el Ministerio de Cultura[27][28]

“A quien han robado han sido a los autores, no al ciudadano que va por calle”

- Luis Cobo, quien en 2007 presentó una denuncia por "tráfico de influencias" de la Junta Directiva, criticó la gestión que había hecho Teddy de la entidad y exigió transparencia y democracia dentro de la SGAE.

"La Junta entera tiene que dimitir, incluido Teddy Bautista, y hay que convocar a los socios, más de 100.000, para decidir qué hacer"
Luis Cobo

- Santiago Auserón, exlíder de Radio Futura elaboró un comunicado pidiendo la redefinición de los derechos de autor, al cual se podían adherir otros artistas.[29]

### Políticos

#### Ángeles González Sinde
El mismo día de la detención, la Ministra de Cultura Ángeles González-Sinde pide "respeto" a la investigación sobre la SGAE y declara que el Ministerio de Cultura no se considera competente para vigilar la actividad de la entidad.
Tres días después pide comparecer en el Congreso de los Diputados para explicar la relación de su ministerio con las sociedades implicadas en la trama.

#### Partido Popular
La portavoz del PP en el Congreso, Soraya Sáenz de Santamaría pide la dimisión del vicepresidente Alfredo Pérez Rubalcaba porque considera que el asunto afecta ya a tres ministerios: Cultura, Industria y Economía. Anuncia que pedirá explicaciones al Gobierno por el control que debería haber tenido sobre la SGAE.

## Algunas figuras clave / Clientes de la red

### Microgénesis
Microgénesis es la principal empresa de la trama societaria. Era una consultora de aplicaciones informáticas encargada de suministrarle soluciones informáticas a la sDae.
Actualmente la empresa sigue dada de alta y se ha desentendido totalmente de sus trabajadores.

### sDae
La sDae era una entidad sin ánimo de lucro, que encargaba trabajos a la empresa Microgénesis S.A., quien normalmente subcontrataba el trabajo a otras empresas y supuestamente se quedaba con gran parte del dinero.

## Operaciones relacionadas
El 4 de julio, Alemania comienza a investigar a la Federación Internacional de la Industria Fonográfica (IFPI), acusada de evasión de impuestos.

## Consecuencias de la Operación Saga
Una de las primeras consecuencias es que 4 días después, el Gobierno anuncia la posible supresión total del canon digital, que venía cobrándose en todos los medios digitales desde finales de 2007. Finalmente el 12 de julio se decide en el Congreso por mayoría suprimirlo.
Teddy Bautista renuncia como presidente de la SGAE el 12 de julio de 2011.
En 2021 todos los acusados son absueltos en el juicio.